# Castillo de Sabiote
El castillo de Sabiote (Provincia de Jaén, España) fue construido en el siglo XIII, aunque debido a la preeminencia defensiva que ocupa el cerro en toda la comarca de La Loma, debió ser un lugar encastillado por todas las civilizaciones, desde tiempo inmemorial.
Ya fue prácticamente rehecho tras la reconquista por Juan de Zúñiga en el siglo XIII. Su aspecto actual de fuertes murallas y aspecto de bastión elegante e imponente y el acabado actual que conserva, no es debido a sus comienzos, sino a la reconstrucción del siglo XVI que mando hacer Don Francisco de los Cobos, secretario de Carlos V, allá por el siglo XVI con el fin de convertirlo en su noble palacio-residencia. Está inspirado en fortificaciones italianas renacentistas, influjo de los viajes de este "señor todopoderoso de La Loma", Don Francisco de los Cobos, a Italia.
En el castillo se conservó, durante varias décadas, la escultura de Miguel Ángel conocida como el San Juanito de Úbeda, hasta que fue trasladado a dicha localidad, a la Sacra Capilla del Salvador.
Lamentablemente, el castillo fue expoliado y volado por las tropas napoleónicas durante su ocupación, por lo que interiormente sólo queda el esbozo de lo que fue una destacada obra de arte. El ayuntamiento se encarga de su actual conservación y restauración, a la espera de un proyecto integral de reconstrucción que recupere el aspecto original que tuvo en su día.